# Bruno Lavagnini
Bruno Lavagnini, griechisch Μπρούνο Λαβανίνι (* 3. Oktober 1898 in Siena; † 20. März 1992 in Palermo) war ein italienischer Altphilologe, Byzantinist und Neogräzist.

## Leben und Wirken
Für Lavagnini, der neben seinem Lehrstuhl für „Griechische Literatur“ drei Jahrzehnte lang mit einem zusätzlichen Lehrauftrag die Neugriechische Literatur vertrat, war die byzantinische und die neugriechische Literatur die natürliche Weiterentwicklung der Literatur der griechischen Antike, die nicht isoliert betrachtet werden durften. Daher war es ihm ein besonderes Anliegen, die neugriechische Literatur neben der klassischen griechischen Literatur im Unterrichtsprogramm der Universität verpflichtend zu verankern, aber auch einer breiteren Öffentlichkeit durch Übersetzungen zugänglich zu machen.
Lavagnini war von 1965 bis 1973 Dekan der Philosophischen Fakultät der Universität Palermo, Direktor des Italienischen Kulturinstituts in Athen (Istituto Italiano di Cultura di Atene), dessen Wiederaufbau nach dem Zweiten Weltkrieg er leitete (1952 bis 1959), Begründer des von der Universität Palermo unabhängigen Istituto Siciliano di Studi Bizantini e Neoellenici (deutsch: „Institut für byzantinische und neugriechische Studien“), das heute seinen Namen trägt, und griechischer Honorarkonsul in Palermo. Diese Aufgabe legte er nach dem Putsch der Obristen 1967 nieder. Von 1963 bis 1972 war er Vorsitzender des italienischen Byzantinistenverbands.
Er war langjähriger Präsident der Accademia di scienze, lettere e arti in Palermo, der er seit 1936 als ordentliches Mitglied angehörte, und seit 1963 korrespondierendes, ab 1972 ordentliches Mitglied der Accademia dei Lincei. 1964 wurde er korrespondierendes Mitglied der Akademie der Wissenschaften in Athen, 1974 korrespondierendes Mitglied der Österreichischen Akademie der Wissenschaften in Wien. Außerdem war er seit 1937 Ehrendoktor der Universität Athen. Für Arodafnusa. 32 Poeti Neogreci (1880–1940), eine zweisprachige Ausgabe von Gedichten  neugriechischer Lyriker, erhielt er 1957 den Premio Marzotto.
Von 1975 bis 1981 war er Präsident der Stiftung Fondazione Giuseppe Whitaker, die ihren Sitz in der Villa Malfitano in Palermo hat. Die gräzistische Bibliothek des Instituts für Altertumswissenschaften der Universität Palermo (AGLAIA. Dipartimento di studi greci, latini e musicali) war nach ihm benannt. Mit der Bildung des Dipartimento Scienze Umanistiche fielen die alten Bezeichnungen offiziell fort. Die Ortsgruppe der AICC (Associazione Italiana di Cultura Classica) trägt ebenfalls den Namenszusatz Bruno Lavagnini.
Seine Tochter ist die Byzantinistin und Neogräzistin Renata Lavagnini.

## Schriften (Auswahl)
- Eroticorum Graecorum fragmenta papyracea, Leipzig: Teubner 1922.
- Saggio sulla storiografia greca. Bari: Laterza 1933.
- L’idillio secondo di Teocrito: illustr. con app. di nuovi testi, Palermo 1935.
- La letteratura neoellenica. Firenze: Sansoni 1969.
- ATAKTA. Scritti minori di filologia classica, bizantina e neogreca. Palermo: Palumbo 1978.
- Scritti di storia sulla Grecia antica, bizantina e moderna. A cura di Renata Lavagnini, Caltanissetta 1997.
- Autobiografia di Bruno Lavagnini, in: ATAKTA. S. VII–XXV
- La mia Pisa. In: Eikasmós 3, 1992, S. 301–303 online (PDF, 3 MB).